# أتلس يو إس آيه
أَتلُس يو إس آيه (بالإنجليزية: Atlus U.S.A.)‏ هي شركة ألعاب فيديو أمريكية تقوم بترجمة ودبلجة ألعاب الفيديو التي صدرها شركته الأم (أتلس اليابانية) إلى اللغة الإنجليزية، وتقع مقرها في ولاية كاليفورنيا الأمريكية.

## وصلات خارجية
- الموقع الرسمي
 (بالإنجليزية)